# Терестријална телевизија
Терестријална телевизија је тип телевизијске радиодифузије у којем се телевизијски сигнал преноси преко радио-таласа са земаљског радио-предајника са телевизијске станице до телевизора са антеном. Термин терестријална је присутнији у Европи и Латинској Америци, док се у Сједињеним Америчким Државама зове емитовање или over-the-air телевизија (ОТА). Терестријална телевизија се емитује у фреквенцији између 52 и 600 MHz у VHF и UHF опсегу. Пошто радио таласи у овим опсезима иду линијом видљивости пријем је ограничен видљивошћу и даљином предајника.